# Cantó de Bourgogne
El cantó de Bourgogne és un cantó francès del departament del Marne, situat al districte de Reims. Té 24 municipis i el cap és Bourgogne.

## Municipis
- Auménancourt
- Bazancourt
- Berméricourt
- Boult-sur-Suippe
- Bourgogne
- Brimont
- Caurel
- Cauroy-lès-Hermonville
- Cormicy
- Courcy
- Fresne-lès-Reims
- Heutrégiville
- Isles-sur-Suippe
- Lavannes
- Loivre
- Merfy
- Pomacle
- Pouillon
- Saint-Étienne-sur-Suippe
- Saint-Thierry
- Thil
- Villers-Franqueux
- Warmeriville
- Witry-lès-Reims

## Història
| Data d'elecció                           | Identitat         | Partit                            | Qualitat |
| ---------------------------------------- | ----------------- | --------------------------------- | -------- |
| 1945-1951                                | Alexis Conio      | PCF                               |          |
| 1951-1991                                | Maurice Prévoteau | MRP, després CDP, després UDF-CDS |          |
| 1991-2001                                | Yves Détraigne    | UDF                               |          |
| 2001-                                    | Éric Kariger      | Divers droite                     |          |
| les dades anteriors no són pas conegudes |                   |                                   |          |
|                                          |                   |                                   |          |

## Demografia
| A partir de 1990: Població sense dobles comptes |